# Struve (cráter)

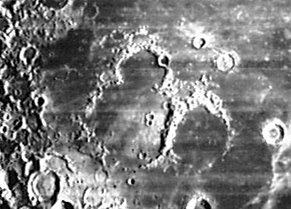
Fotografía de la misión Lunar Orbiter 4

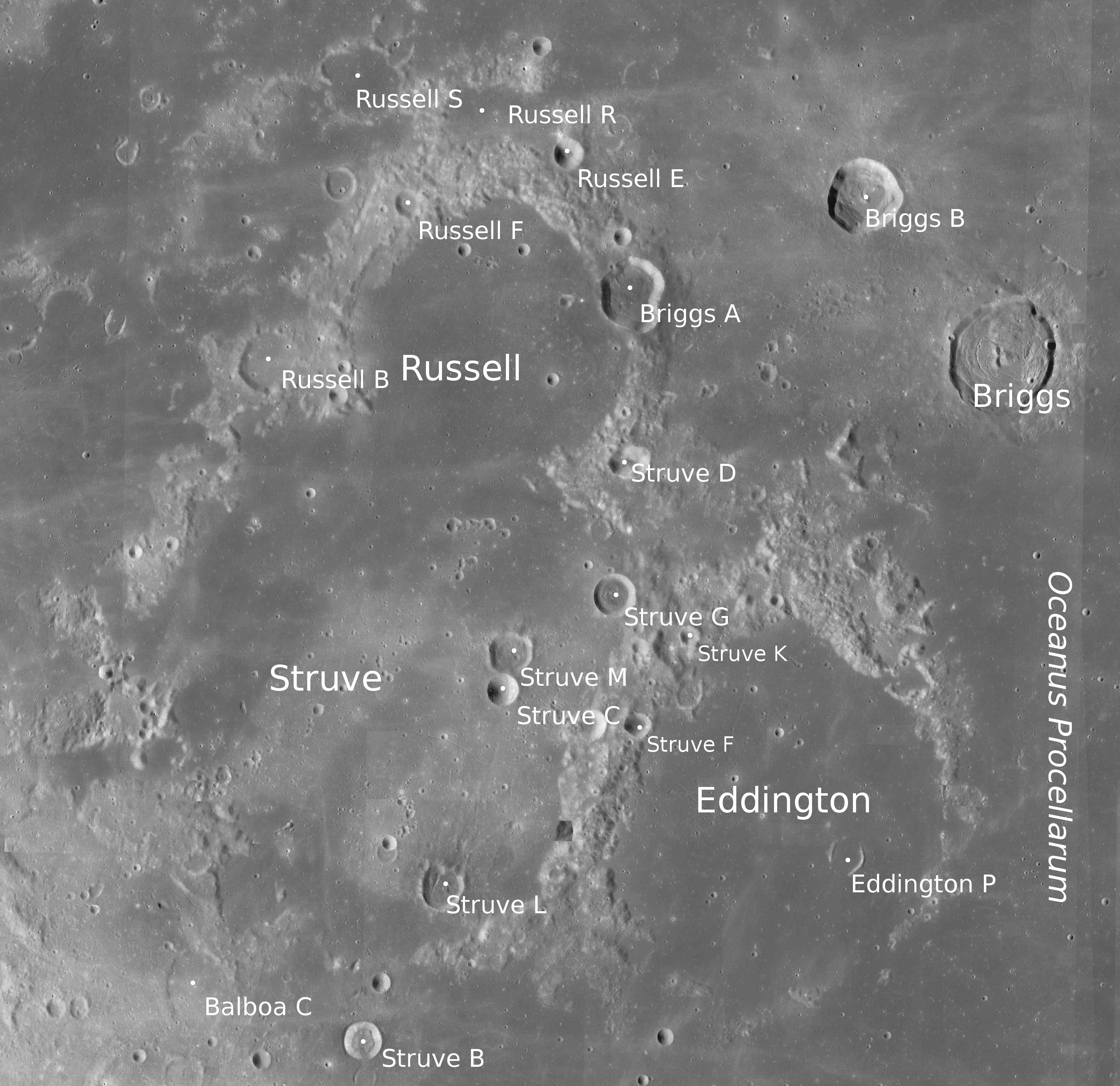
Entorno de Struve. Fotografía de la misión LRO

Struve está formado por los restos de un cráter de impacto lunar inundado de lava. Se encuentra cerca del extremo occidental del Oceanus Procellarum, cerca del terminador lunar occidental. En consecuencia, aunque su contorno es aproximadamente circular, parece ovalado debido al escorzo.
El borde norte de este cráter cruza el cráter también inundado de lava Russell, situado al norte y algo más pequeño. Una gran brecha separa las dos formaciones. Junto al borde sureste están los restos de otra formación inundada de lava, el cráter Eddington. Más al suroeste aparece Balboa, cerca del terminador lunar.
|  |

El irregular borde de Struve aparece muy desgastado, con varias lagunas que lo conectan con el mar lunar circundante. Se asemeja a poco más que una cordillera circular, alcanzando una altura máxima de 1.7 km. Presenta varios pequeños cráteres de impacto dentro de la pared, sobre todo en la parte sureste del cráter. El cráter satélite Struve G se superpone a la parte interior del borde occidental, y justo al norte de este cráter se localiza un hueco en la pared que se conecta al Oceanus Procellarum entre los bordes de Russell y Eddington.
En los mapas antiguos esta formación se denominaba Otto Struve. Actualmente honra a tres miembros de la misma familia, todos ellos astrónomos.

## Cráteres satélite
Por convención estos elementos son identificados en los mapas lunares poniendo la letra en el lado del punto medio del cráter que está más cercano a Struve.
|        | \| Struve \| Coordenadas \| Diámetro \| \| ------ \| ----------------------------- \| -------- \| \| B \| 19°00′N 77°00′O / 19.0, -77.0 \| 14 km \| \| C \| 22°54′N 75°18′O / 22.9, -75.3 \| 11 km \| \| D \| 25°18′N 73°36′O / 25.3, -73.6 \| 10 km \| \| F \| 22°30′N 73°36′O / 22.5, -73.6 \| 9 km \| \| G \| 23°54′N 73°54′O / 23.9, -73.9 \| 14 km \| \| H \| 25°12′N 83°18′O / 25.2, -83.3 \| 21 km \| \| K \| 23°30′N 73°00′O / 23.5, -73.0 \| 6 km \| \| L \| 20°42′N 76°00′O / 20.7, -76.0 \| 15 km \| \| M \| 23°18′N 76°12′O / 23.3, -76.2 \| 15 km \| |          |
| Struve | Coordenadas | Diámetro |
| B      | 19°00′N 77°00′O / 19.0, -77.0 | 14 km    |
| C      | 22°54′N 75°18′O / 22.9, -75.3 | 11 km    |
| D      | 25°18′N 73°36′O / 25.3, -73.6 | 10 km    |
| F      | 22°30′N 73°36′O / 22.5, -73.6 | 9 km     |
| G      | 23°54′N 73°54′O / 23.9, -73.9 | 14 km    |
| H      | 25°12′N 83°18′O / 25.2, -83.3 | 21 km    |
| K      | 23°30′N 73°00′O / 23.5, -73.0 | 6 km     |
| L      | 20°42′N 76°00′O / 20.7, -76.0 | 15 km    |
| M      | 23°18′N 76°12′O / 23.3, -76.2 | 15 km    |